# 光州広域市無形文化財
光州広域市無形文化財（クァンジュこういきし むけいぶんかざい）は、大韓民国の文化遺産保護制度で、市道指定文化財の一つ。上位の国家指定文化財に指定されていない無形文化財の中で保存価値が認められるものを対象として光州市が条例により指定する。

## 光州広域市無形文化財一覧
| 番号    | 登録名                  | 所在地 |
| ------- | ----------------------- | ------ |
| 第001号 | 南道パンソリ            | 北区   |
| 第002号 | パンソリ岡山制          | 南区   |
| 第003号 | 撑画の匠                | 光山区 |
| 第004号 | 筆の匠                  | 南区   |
| 第005号 | 青磁陶工                | 光山区 |
| 第006号 | 南道パンソリ西便制      | 全域   |
| 第007号 | 南道礼儀飲食の匠        | 全域   |
| 第008号 | 光山農楽                | 光山区 |
| 第009号 | 南道唱東便制            | 東区   |
| 第010号 | 完制時調唱              | 西区   |
| 第011号 | パンソリ鼓法            | 南区   |
| 第012号 | 楽器の匠                | 東区   |
| 第013号 | 樺榴小木の匠            | 東区   |
| 第014号 | パンソリ江山制 (沈清歌) | 西区   |
| 第015号 | パンソリ東便制 (春香歌) | 西区   |
| 第016号 | パンソリ春香歌 (東超制) | 南区   |
| 第017号 | 南道礼儀飲食の匠        | 北区   |
| 第018号 | 伽耶琴併唱              | 北区   |
| 第019号 | 大木の匠                | 南区   |
| 第020号 | 螺鈿漆の匠              | 南区   |